# وینیولو
وینیولو (به ایتالیایی: Vignolo) یک کومونه در ایتالیا است که در استان کونیو واقع شده‌است.

## خصوصیات
وینیولو ۸٫۱ کیلومترمربع مساحت و ۲٬۱۱۲ نفر جمعیت دارد.